# 新田貞善
新田 貞善（にった さだよし、嘉永6年1月13日（1853年2月20日） - 明治10年（1877年）3月9日）は、江戸時代の高家旗本・新田貞時の嫡男。童名は由良小太郎、のち新田小太郎。またの通称を新田雅楽亮。明治維新以前の旧名は由良 貞善（ゆら さだよし）。
江戸の由良家邸において誕生した。実弟乙次郎貞觀とは双生児である。
慶応4年（1868年）春、養祖父貞靖、父貞時と共に新田姓に復す。新政府には病身の父の代理として、若年ながら参内。明治6年（1873年）に父の跡式を相続した貞善は、父同様に新政府に対して、自らが新田義貞の嫡流であることを重ねて主張する。支流・横瀬貞篤と共に新田氏の顕彰に努めるも、一女を残して（のち早世する）明治10年（1877年）7月18日に25歳で死去した。
葬儀は神葬祭で執り行われ、「源阿曾美新田貞善命」（阿曾美は朝臣の意）、また「新田氏源朝臣貞善大人命」と諡号された。